# Івашково (Гагарінський район)
Івашково (рос. Ивашково) — присілок Гагарінського району Смоленської області Росії. Входить до складу Акатовського сільського поселення.
Населення — 321 особа (2007 рік).

## Урбаноніми
У присілку є такі урбаноніми :
- вул Зелена
- вул Медова
- вул Миру
- вул Молодіжна
- вул Нова
- вул Центральна